# شهرستان مایز (اکلاهما)
شهرستان مایز، اکلاهما (به انگلیسی: Mayes County, Oklahoma) شهرستانی در ایالات متحده آمریکا است که در اکلاهما واقع شده‌است.

## خصوصیات
شهرستان مایز ۱٬۷۷۰ کیلومترمربع مساحت دارد.